# Koroljow RP-318
Der Gleiter Koroljow RP-318-I (auch: Raketoplan oder Bolchowitinow RP-318) war das erste Raketenflugzeug mit Flüssigkeitstriebwerk in der Geschichte der sowjetischen Luftfahrt. Der Erstflug fand sieben Monate nach dem des ersten Raketenflugzeuges mit Flüssigkeitstriebwerk der Welt, der deutschen Heinkel He 176, statt.

## Entwicklung
Sergej Koroljow entwarf 1934 beim Raketenforschungsinstitut (RNII) den hölzernen Segler SK-9 (für Sergei Koroljow) zusammen mit Alexei Schtscherbakow. Dabei kam ihm seine Erfahrung als Konstrukteur von Segelflugzeugtypen, insbesondere der SK-4, zugute. Die SK-9 sollte als Trägerflugzeug für das 1936 von Walentin Gluschko entwickelte Raketentriebwerk ORM-65 dienen. Das mit Salpetersäure und Kerosin betriebene Flüssigkeitstriebwerk entwickelte einen Schub von 1717 N und einen Brennkammerdruck von 2,5 MPa. Ein erster Entwurf wurde von Koroljow im Februar 1936 als RP-218 (russisch Ракетны Планёр, Raketny Planjor für Raketensegler) vorgelegt. 1937/38 wurden etwa dreißig Triebwerkstestläufe durchgeführt. Für den Einbau in die SK-9 wurde es von Leonid Duschkin zum RDA-1-150 mit in zwei Stufen regelbarem Schub modifiziert. Der so entstandene Raketengleiter erhielt die Bezeichnung RP-318-I. Er war als Mitteldecker ausgelegt und besaß ein offenes Cockpit. Als Fahrwerk dienten eine Hauptkufe unter dem Rumpf sowie ein Hecksporn. Die Flügelspanne betrug 17 Meter und die Länge sieben Meter. Die Masse betrug 657 kg.
Noch bevor der Gleiter vollendet werden konnte, wurde Koroljow denunziert und am 27. Juni 1938 verhaftet. Die Arbeiten führte daraufhin Wiktor Bolchowitinow fort.

## Erstflug
Nach einigen antriebslosen Flügen im F-Schlepp startete Wladimir Fjodorow am 28. Februar 1940 mit der RP-318-1 in der Nähe von Moskau zum Erstflug. Das Flugzeug wurde, wiederum im F-Schlepp mit einer Polikarpow R-5, mit Beobachtern an Bord in die Luft gebracht. In einer Höhe von 2800 Metern löste es sich vom Schleppflugzeug und Pilot Wladimir P. Fjodorow schaltete das Triebwerk ein, das für 110 Sekunden brannte. Dabei beschleunigte das Flugzeug nach fünf Sekunden von 80 auf 140 km/h. Schließlich erreichte es eine Höchstgeschwindigkeit von 160 km/h. Es wurde noch zwei Erprobungsflüge am 10. und 19. März des Jahres durchgeführt und das Projekt anschließend eingestellt. Die Versuche mündeten schließlich im Raketenjäger BI-1 von 1941.

## Technische Daten
| Kenngröße             | Daten           |
| --------------------- | --------------- |
| Baujahre              | 1936–1939       |
| Konstrukteur          | Sergei Koroljow |
| Besatzung/Passagiere  | 1               |
| Spannweite            | 17,00 m         |
| Länge                 | 7,90 m          |
| Flügelfläche          | 22,00 m²        |
| Flügelstreckung       | 13,1            |
| Flächenbelastung      | 29,9 kg/m²      |
| Leermasse             | 580 kg          |
| Startmasse            | 657 kg          |
| Triebwerke            | ein RDA-1-150   |
| Schub                 | 1,4 kN          |
| Triebwerks-Brenndauer | 110 s           |
| Höchstgeschwindigkeit | 140 km/h        |
| Steiggeschwindigkeit  | 3 m/s           |
| Gipfelhöhe            | 2900 m          |